# Bayerische E I
In der Klasse E I der Königlich Bayerischen Staatsbahn waren vier unterschiedliche Bauarten von Nassdampf-Güterzuglokomotiven der Achsfolge 1'D zusammengefasst.

## Normalbauart, ältere Ausführung
Die erste Serie der E I wurde in 12 Exemplaren durch Krauss hergestellt. Die Zylinder lagen vor der Laufachse und trieben die erste Kuppelachse an. Lauf und Treibachse waren in einem Kraus-Helmholtz-Drehgestell zusammengefasst. Zudem war die außenliegende Heusinger-Steuerung mit sehr kurzen Treibstangen eine auf Bayern beschränkte Variante.
Die Fahrzeuge waren mit einem Schlepptender der Bauart bay 2'2' T 18 ausgestattet. Später erhielten sie die Schlepptender der Bauart 3 T 12,3 der Bayerischen B XI.

## Bauart Sondermann
Die zweite Serie der E I der Königlich Bayerischen Staatsbahn wurde als Bauart Sondermann ab 1896 gebaut. Sie hatte je zwei ineinander geschachtelte Zylinder, welche einen gemeinsamen Doppelschieber aufwiesen. Die Laufachse und die erste Treibachse lagen in einem Krauss-Helmholtz-Drehgestell. Der Vorteil dieser Lok war, dass die Doppelzylinder aufgrund der Tandemkonstruktion recht kurz waren. Allerdings bewährte sich die Lok nicht besonders, so dass die beiden Loks zu Fahrzeugen mit zwei herkömmlichen Zylindern umgebaut wurden.

## Normalbauart, neuere Ausführung
Die dritte Serie der E I der Königlich Bayerische Staatsbahn stellte die endgültige Form dieser Baureihe dar. Insgesamt wurden 48 Fahrzeuge hergestellt und 42 von der Reichsbahn mit den Nummern 56 312 - 56 353 übernommen. Sie glichen den Fahrzeugen der Bauart Sondermann nach dem Umbau. Bei einer Geschwindigkeit von 50 km/h konnten die Loks einen Zug von 820 Tonnen ziehen. Mit einem 1.390-Tonnen-Zug erreichten sie noch 40 km/h. Auf einer Strecke mit 0,5 % Steigung erreichten sie mit einem 845 Tonnen schweren Zug noch 25 km/h.
Eine Maschine gelangte nach dem Ersten Weltkrieg zur PKP und wurde dort als Tr101 geführt. In der zweiten Liste der PKP-Maschinen von 1936, die der Forschung heute noch zur Verfügung steht, taucht sie nicht mehr auf.

## Bauart Vauclain
Die von Baldwin gebauten Fahrzeuge der Gattung E I der Königlich Bayerischen Staatsbahn waren versuchsweise aus den USA importierte Güterzug-Dampflokomotiven.
Die beiden Maschinen hatten als erste in Deutschland einen Barrenrahmen, der in den USA praktisch von Anfang an üblich gewesen war und sich aus den Holzbalkenrahmen der frühen Lokomotiven entwickelt hat.
Wie die beiden ein Jahr später ebenfalls von Baldwin importierten Schnellzuglokomotiven der Gattung S 2/5 waren die Lokomotiven mit einem Vierzylinder-Verbundtriebwerk der Bauart Vauclain ausgestattet, bei dem je ein Hoch- und Niederdruckzylinder direkt übereinander angeordnet waren und auf eine gemeinsame Treibstange arbeiteten. Diese Triebwerksbauart setzte sich in Bayern, anders als der Barrenrahmen, allerdings nicht durch.
Die Lokomotiven waren mit einem Schlepptender der Bauart 2'2' T 18,1 ausgestattet.